# Rödiger Voss

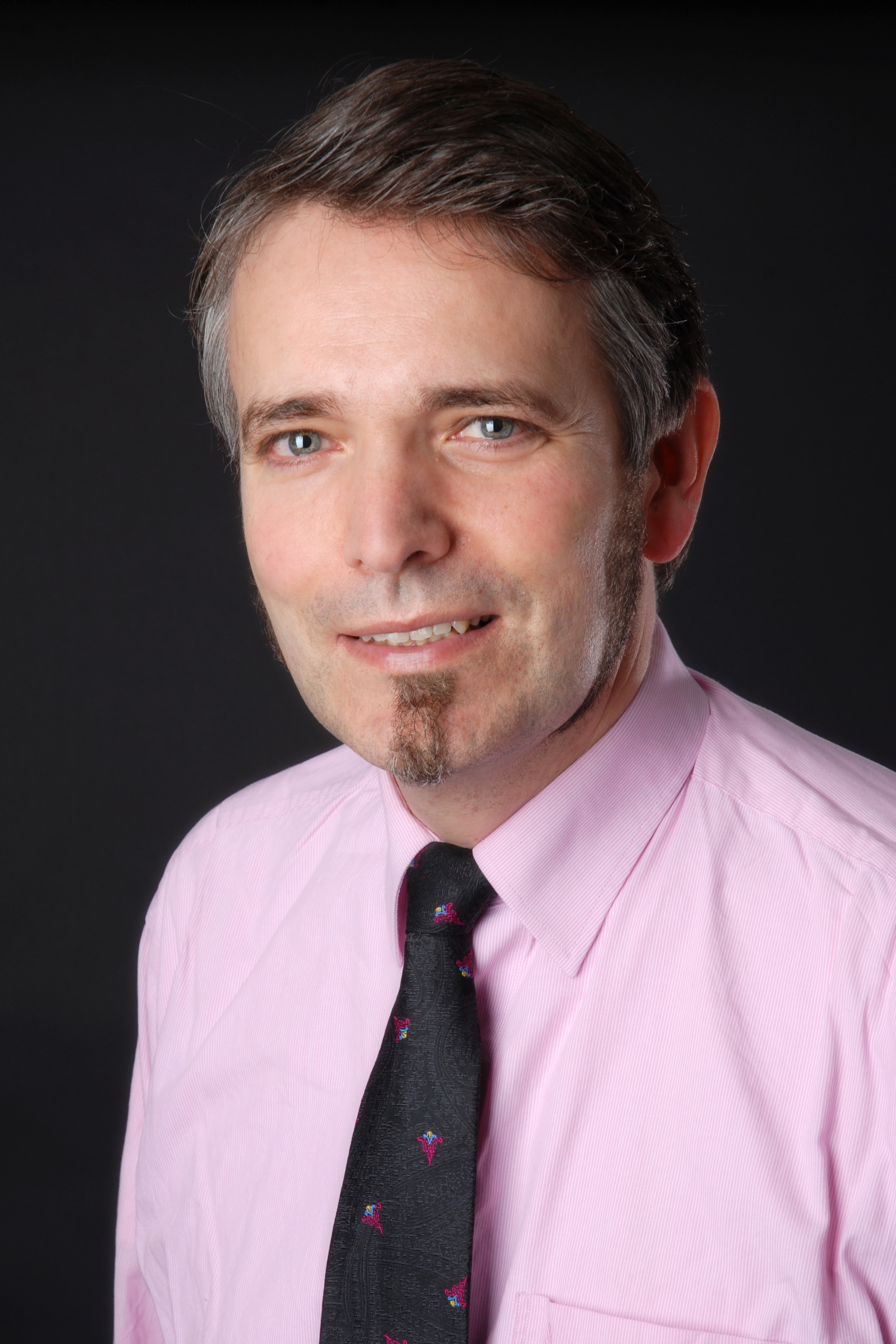
Rödiger Voss

Rödiger Voss (* 19. Januar 1969 in Köln) ist ein deutsch-schweizerischer Betriebswirtschaftler und Wirtschaftspädagoge. Seine Spezialgebiete sind unter anderem Studienzufriedenheit, Lehr-Lern-Forschung, Bildungsmanagement, Hochschulmarketing und Wirtschaftsdidaktik.

## Leben
Voss studierte an der Universität zu Köln Betriebswirtschaftslehre und Wirtschaftspädagogik. Danach war er im Detailhandel als Ausbildungsverantwortlicher und an einer Berufsschule als Lehrperson tätig. Er promovierte an der Pädagogischen Hochschule Ludwigsburg. Voss hat in unterschiedlichen Hochschulfunktionen gearbeitet: An der PH Ludwigsburg war er akademischer Rat für Bildungsmanagement und Wirtschaftsdidaktik. An der HWZ - Hochschule für Wirtschaft in Zürich wurde er auf eine Professur berufen, leitete den Studiengang Master of Science in Business Administration und war Mitglied der erweiterten Hochschulleitung. An der Pädagogischen Hochschule Bern war er Dozent für WAH (Wirtschaft-Arbeit-Haushalt). Seit 2020 ist Voss Leiter des Kompetenzzentrums für Wirtschaftspädagogik an der Kalaidos Fachhochschule in Zürich. Neben seinen Aufgaben an Hochschulen ist Voss als Wissenschaftscoach sowie als Geschäftsführer einer verkehrsmedizinischen GmbH tätig.
Rödiger Voss ist Autor von Büchern und Artikeln im nationalen und internationalen Bereich. Für seine Forschungsbeiträge wurde er wissenschaftlich ausgezeichnet. Seine Lehrbücher zur Betriebswirtschaftslehre (8. Auflage), zum wissenschaftlichen Arbeiten (9. Auflage) und sein Studienratgeber „Überleben im Studiendschungel“ (3. Auflage) wurden mehrfach aufgelegt. Daneben ist er Herausgeber von Sammelwerken, wie „Innovatives Schulmanagement“. Zudem ist Voss Mitglied im Editorial Board des „Journal of Marketing for Higher Education“, einem wissenschaftlichen Journal in didaktisch-analytischen Fragen zur Marketing-Education.
Voss engagiert sich umweltpolitisch in Fragen des Klimaschutzes. Er ist Mitglied im WWF Bodensee/Thurgau, bei dem er zeitweilig auch im Vorstand vertreten war. Seit 2007 lebt er in der Schweiz und besitzt das Schweizer Bürgerrecht.

## Werk
Voss untersucht pädagogische Sachverhalte anhand empirischer Forschung, vornehmlich mit einem qualitativen Forschungsdesign. Dabei verbindet er empirische Ansätze aus dem Dienstleistungsmanagement mit pädagogischer Lehr-Lernforschung, zum Beispiel um die Ansprüche von Studierenden an Hochschullehrende oder die Lernumgebung abzuleiten. Als erster deutschsprachiger Forscher wandte er die qualitative Forschungsmethode des Ladderings zur Analyse der Erwartungen von Studierenden an ihr Studium an. Für diesen Ansatz wurde er mit dem Emerald Literati Network Award für exzellente Forschung ausgezeichnet. Der Forscher widmet sich zudem der Qualität und dem Marketing von Hochschulen zur Optimierung des Hochschulmanagements.
Das Entwickeln von didaktischen Lehr-Lern-Materialien bildet einen weiteren Arbeitsschwerpunkt. Hierzu gehören z. B. ein Schülerarbeitsheft zum Thema Einkommen („Das Einkommen der privaten Haushalte – Eine handlungsorientierte Unterrichtsreihe“) im Sparkassen Verlag oder ein Schülerarbeitsheft und Lehrerkommentar zur Thematik Distribution (Wenn Güter reisen – Von der Beschaffung bis zur Entsorgung) beim PostDoc Schulservice der Schweizerischen Post.
Die Lehrmittelpublikationen von Voss haben den Anspruch einer verständlichen Sprache, die zum Lesen motivieren soll.

## Auszeichnungen
- 2006: Best Paper Award, American Marketing Association (AMA) Summer Conference, Track “Service Marketing” for the article “Creating Complaint Satisfaction in Personal Complaint Handling Encounters: An Exploratory Study of two Laddering Techniques”.
- 2007: Emerald Literati Network Award for Excellence, Category “Outstanding paper - Education management” for the article “The desired teaching qualities of lecturers in higher education - A means end analysis”, In: Quality Assurance in Education, Vol. 14, 217-242.
- 2010: Emerald Literati Network Award for Excellence, Category “Highly Commended paper of the year - Services Management” for the article “Handling customer complaints effectively – A comparison of the value Maps of female and male complainants”, In: Managing Service Quality, Vol. 19, S. 636–656.[17][18]

## Ausgewählte Publikationen
- Wissenschaftliches Arbeiten. 9. Auflage, UVK/Lucius UTB, Konstanz und München 2024.
- Autokratien politökonomisch erklärt: Formen, Eigenschaften, Umgang, UVK/Lucius UTB, Konstanz und München 2023.
- Überleben im Studiendschungel. 3. Auflage, UVK/Lucius UTB, Konstanz und München 2021.
- Ansprüche von Lehramtsstudierenden der Wirtschaftslehre an den Praxisbezug ihrer Fachpraktika. In: Zeitschrift für interdisziplinäre ökonomische Forschung, Vol. 7, Heft 1/2019, S. 48–55.
- BWL kompakt - Grundwissen Betriebswirtschaftslehre. 8. Auflage, Merkur Verlag, Rinteln 2018.
- Analyse der studentischen Ansprüche an die Lernumgebung eines universitären Fernstudiums im blended learning. In: Zeitschrift für interdisziplinäre ökonomische Forschung, Vol. 4/2018, Heft 1, S. 4–13.
- Rödiger Voss & Roman Eicher: Erwartungen an Studierende als Passung für die Lehre: Einblicke in die mentalen Muster von Hochschullehrern an Schweizer Fachhochschulen. In: Das Hochschulwesen, Vol. 62, Heft 3/4/2015, S. 132–140.
- Introspektive Einblicke in die Smartphone-Nutzung von Berufsfachschülern. In: EWuB - Erziehungswissenschaft und Beruf, Vol. 62, Heft 2/2014, S. 240–244.
- Erwartungen an Kompetenz und Qualifikation von Hochschullehrerinnen und Hochschullehrern. In: DNH – Die Neue Hochschule, Heft 3/2013, S. 84–87.
- Fundraising und Sponsoring, In: Ritter, B. & Breyer-Mayländer, T. (Hrsg.): Schulen im Wettbewerb: Bildung zwischen Entwicklung und Marketing, Schneider Verlag, Hohengehren 2012, S. 34–40.
- Qualitative Analyse der Zufriedenheit von Hauptschülern: Welche Fähigkeiten und Eigenschaften wünschen sich Hauptschüler von ihren Wirtschaftslehrkräften und welchen Nutzen erwarten sie daraus? In: EWuB - Erziehungswissenschaft und Beruf, Vol. 60, Heft 1/2012, S. 25–36.
- Rödiger Voss (Hrsg.): Hochschulmarketing, 2. Auflage, Reihe: Wissenschafts- und Hochschulmanagement, Band 5, Eul Verlag, Lohmar 2009.
- Studying critical classroom encounters: The experiences of students in German college education. In: Quality Assurance in Education, Vol. 17, Heft 2/2009, S. 156–173.
- Rödiger Voss (Hrsg.): Innovatives Schulmanagement. Ansätze für ein effizientes Management von Schulen. Deutscher Betriebswirte Verlag, Gernsbach 2008.
- Marktforschung im Klassenraum - Auch Schulen benötigen Consumer Insights. In: Der Betriebswirt, Vol. 49, Heft 3/2008, S. 12–15.
- Bildungsmanagement – Management in Bildungsinstitutionen. In: Der Betriebswirt, Vol. 48, Heft 4/2007, S. 26–30.
- Humankapital und dessen Bewertung, In: Unterricht Wirtschaft. Heft 25/2006, S. 17–19.
- Rödiger Voss & Martin Hermann: Fundraising als Finanzierungsinstrument für Schulen. In: schul-management, Heft 2/2006, S. 8–11.
- Rechtsformwechsel: Von der GmbH zur AG. In: Die Büroberufe – Zeitschrift für Aus- und Weiterbildung, Heft 7/2005, S. 4–6.
- Lehrqualität und Lehrqualitätsmanagement an öffentlichen Hochschulen. Reihe: Qualitätsmanagement, Band 7, Verlag Dr. Kovac, Hamburg 2004.
- Marketing-Planung: Die Gestaltung des Marketing-Mixes. In: IK - Zeitschrift für Industriekaufleute, Heft 7/2001, S. 12–15.
- Fristlose Kündigung nach Diebstahl. In: Die Großhandelskaufleute – Zeitschrift für Aus- und Weiterbildung, Heft 11/2000, S. 11–14.